# گوران برایکوویچ
گوران برایکوویچ (کرواتی: Goran Brajković؛ ۱۸ ژوئیهٔ ۱۹۷۸ – ۲۸ ژوئن ۲۰۱۵) بازیکن فوتبال اهل کرواسی بود.
از باشگاه‌هایی که در آن بازی کرده‌است می‌توان به باشگاه فوتبال آرسنال کی‌یف و باشگاه فوتبال رییکا اشاره کرد.
او همچنین در تیم‌های ملی فوتبال زیر ۲۰ سال کرواسی، زیر ۲۱ سال کرواسی، و کرواسی بازی کرده‌است.